# البيرات المركز (البيرات)
البيرات المركز هو دُوَّار يقع بجماعة لبويرات، إقليم آسا الزاك، جهة كلميم واد نون في المملكة المغربية. ينتمي الدوّار لمشيخة البيرات التي تضم دوار واحد. يقدر عدد سكانه بـ 1264 نسمة حسب الإحصاء الرسمي للسكان والسكنى لسنة 2004.

## روابط خارجية
- البوابة الوطنية للجماعات الترابية
- المندوبية السامية للتخطيط